# Pachydactylus angolensis
Pachydactylus angolensis — вид геконоподібних ящірок родини геконових (Gekkonidae). Ендемік Анголи.

## Поширення і екологія
Pachydactylus angolensis мешкають на південному заході Анголи, в провінціях Бенегела і Намібе, переважно в прибережних районах, а також локально на схилах Великого Уступа. Вони живуть в сухих чагарникових заростях і саванах, серед скельних виступів. Зустрічаються на висоті до 2000 м над рівнем моря.